# Décès en septembre 1923
Décès
- 1919
- 1920
- 1921
- 1922
- 1923
- 1924
- 1925
- 1926
- 1927

Pour une information complémentaire, voir la page d'aide.

| Date         | Nom         | Pays                 | Activités         | Âge | Source |
| ------------ | ----------- | -------------------- | ----------------- | --- | ------ |
| 21 septembre | Fidel Pagés | Drapeau de l'Espagne | Médecin espagnol. | 37  |        |